# Gannan (Qiqihar)
Der Kreis Gannan (chinesisch 甘南縣 / 甘南县, Pinyin Gānnán Xiàn, W.-G. Kan-nan) gehört zum Verwaltungsgebiet der bezirksfreien Stadt Qiqihar in der chinesischen Provinz Heilongjiang. Gannan hat eine Fläche von 4.804 km² und zählt 288.203 Einwohner (Stand: Zensus 2020). Sein Hauptort ist die Großgemeinde Gannan (甘南镇).
Im April 1952 sollen die USA im Koreakrieg pestinfizierte Wühlmäuse als Biowaffen über dem Gebiet abgeworfen haben.